# 全美超級模特兒新秀大賽 (第二季)
《全美超級模特兒新秀大賽》第二季，是美國真人秀《全美超級模特兒新秀大賽》的第二個季度，於2004年1月13日由UPN頻道首播。
第二季仍由超級名模Tyra Banks擔任主持兼常座評審，而超級名模Janice Dickinson亦會留任常座評審，另外《Jane》的高級時尚編輯Eric Nicholson與攝影師Nigel Barker亦會擔任此季度的評審。同樣地由此季開始，化妝師Jay Manual亦擔任參賽者們的拍攝指導；而J. Alexander亦會擔任參賽者們的台步教練。
該季的參賽者名額為12人，而勝出者會得到「IMG」的模特兒合約、化妝品品牌「Sephora」的廣告代言以及登上《Jane》的雜誌封面。

## 參賽者
- 按名字序：

| 參賽者                 | 參賽年齡 |
| ---------------------- | -------- |
| Anna Bradfield         | 24       |
| April Wilkner          | 23       |
| Bethany Harrison       | 22       |
| Camille McDonald       | 25       |
| Catie Anderson         | 18       |
| Heather Blumberg       | 18       |
| Jenascia Chakos        | 21       |
| Mercedes Scelba-Shorte | 21       |
| Sara Racey-Tabrizi     | 22       |
| Shandi Sullivan        | 21       |
| Xiomara Frans          | 25       |
| Yoanna House           | 23       |

## 每集簡介
第1集：The Girl who overslept
12位參賽者來到紐約市參加新一季的模特兒比賽，而她們首先被帶到一艘軍艦與Tyra會面，並被告知須在該處走秀，而觀眾則為一眾軍人。
其後在翌日，參賽者們的首場拍攝亦正式展開，是次她們會演釋各自不同類型的「夏娃」，並且她們會全裸上陣，運用人體彩繪及配飾點綴身體，並聯同扮演「亞當」的男模拍攝以「伊甸園」為主題的硬照。
- 特別嘉賓：Ed Libby、Jim De Yonker、Mike Randy、Ian Jones、Yohanea Cepeda
- 硬照攝影師：Nigel Barker

第2集：The Girl Who Floats Like a Butterfly and Stings Like a Bee
餘下的參賽者首先會被帶到一處健身室鍛鍊身體，其後她們會跟隨J. Alexander學習台步，而翌日她們會接受穿著時裝設計師Carmen Marc Valvo的服飾走台步的小挑戰。
是次參賽者們須為時裝設計師Steve Madden的鞋子拍攝硬照，而她們亦被要求自行準備服飾、化妝以及親自挑選其認為最好的一輯硬照；其後在評審環節，J. Alexander亦要求參賽者們換上裙子及高跟鞋向評審們展示台步。
- 特別嘉賓：Martin Snow、Maggie Rizer、Carmen Marc Valvo
- 硬照攝影師：Ché Graham
- 客座評審：J. Alexander

第3集：The Girl Who Can Cry at the Drop of a hat
經歷了兩場淘汰賽後，餘下的10位參賽者則會接受大改造，隨後Jay亦會教授參賽者們有關煙燻眼妝的化妝技巧，並會於翌日接受煙燻眼妝的化妝小挑戰，而同樣地該小挑戰所有參賽者則會共用同一個化妝桌。
是次硬照拍攝參賽者們被帶到一處廢墟，她們須穿著時裝品牌「Laundry by Shelli Segal」的高級時裝，並會透過吊鋼絲形式於半空中擺姿勢；其後在評審環節的小挑戰，Jay亦要求參賽者們自行創作過往年代的風格妝容。
- 特別嘉賓：Martin Snow、Maggie Rizer、Carmen Marc Valvo
- 硬照攝影師：Richard Dean
- 客座評審：Jay Manual

第4集：The Girl Who Needs Six Months of Modeling School
Tyra聯同百貨公司「Barneys New York」的創意總監Simon Doonan教授參賽者們如何展現其個人風格，而翌日時裝設計師Betsey Johnson亦考驗她們各人須穿著其他參賽者的服飾，並以其自身的個人風格走台步。
是次參賽者們須各自演繹一位女明星拍攝雜誌封面硬照；至於在評審環節的小挑戰，Betsey Johnson亦要求參賽者們須身穿相同款式的黑色裙裝並搭配適當的飾物。
| 參賽者   | 女明星               |
| -------- | -------------------- |
| April    | Catherine Zeta-Jones |
| Camille  | Diana Ross           |
| Catie    | Marilyn Monroe       |
| Jenascia | Salma Hayek          |
| Mercedes | Billie Holiday       |
| Sara     | Angelina Jolie       |
| Shandi   | Nicole Kidman        |
| Xiomara  | Grace Jones          |
| Yoanna   | Audrey Hepburn       |
- 特別嘉賓：Adrianne Curry、Martin Snow、Simon Doonan、Danilo、Michael Carl、Betsey Johnson
- 硬照攝影師：Andrew Eccles
- 客座評審：Betsey Johnson

第5集：The Girl Is A Visual Orgasm
Tyra來到參賽者的宿舍，並與各參賽者進行一對一的談話，隨後於翌日參賽者們亦接受了人生導師的課堂以學習展現其自身個性，而同樣當晚節目組亦邀請了靈媒Suzannah Galland替參賽者們算運跟給予建議，及後評審Janice亦為各參賽者進行一對一談話的小挑戰。
是次參賽者們須為水資源品牌「Quench」拍攝廣告硬照，而同樣她們亦被要求於水中擺姿勢；而在評審環節她們須接受模擬品牌代言人的小挑戰。
- 特別嘉賓：Sam Christensen、Suzannah Galland、Carolyn London、Nolé Marin
- 硬照攝影師：George Holz
- 客座評審：Nolé Marin

第6集：The Girl Whose Lips Puffed Up
是次參賽者們會拍攝只有黑白兩色的臉部特寫，隨後她們被告知須接受演員Tasha Smith-Arqese的演技課，並會於翌日接受與男演員Mark Collier演戲的小挑戰。
其後參賽者們須為墨西哥玉米片品牌「Doritos」拍攝動態廣告短片，而同樣她們亦被要求透過吊鋼絲形式拍攝動作鏡頭；而在評審環節的小挑戰，Tasha Smith-Arqese亦考驗她們按照其提供的台詞演戲。
- 特別嘉賓：Kyle Hagler、Tasha Smith-Arqese、Mark Collier、De La Guarda、Eric Niemand
- 硬照攝影師：Bill Heuberger
- 動態廣告導演：James Gay
- 客座評審：Kyle Hagler

第7集：The Girl Who is Dripping With Hypocrisy
餘下的參賽者會跟隨編舞師Tony Michaels學習舞蹈技巧，並會於翌日接受舞蹈小挑戰。
其後參賽者們被告知會為Tyra演唱的歌曲《Shake Ya Body》拍攝音樂錄影帶，而同樣是次評審們會根據參賽者們在音樂錄影帶的舞蹈表現評分。
- 特別嘉賓：Tony Michaels、Rodney Jerkins
- 音樂錄影帶導演：Kennedy
- 客座評審：Tony Michaels

第8集：The Girl With a Signature Walk
餘下的5位參賽者會與Tyra共進晚餐，期間Tyra亦宣佈她們會前往意大利米蘭繼續比賽。
而參賽者們在抵達米蘭後，她們被告知須接受會見五個客戶的面試挑戰，而同樣由五位帥男駕駛的速克達亦會作為她們的代步工具，期間其中一場面試她們則遇上較為苛刻挑剔的客戶。
至於參賽者們在米蘭的首場拍攝則會在維羅納圓形競技場進行，而她們須身穿高級時裝與配戴名牌太陽眼鏡為太陽眼鏡銷售品牌「Solstice」拍攝硬照；而在其後的評審環節，參賽者們才被告知日前遇上的挑剔客戶實為對她們的考驗。
- 特別嘉賓：Kyle Hagler、David Brown、Elena Cimarosti、Carlo De Amici、Kesia Elwin、Liliana Rolando、Nolé Marin、Michael Giannini
- 硬照攝影師：Massimo Costoli
- 客座評審：Michael Giannini

第9集：The Girl Who is Afraid of Snakes
該集為第二季的回顧，並會同時播放過往八集比賽中尚未曝光的片段。
第10集：The Girl Who Cheated
此週參賽者們會與當地的時裝設計師Stephen Fairchild會面，而Stephen Fairchild則教授參賽者們有關意大利的穿著風格，而翌日她們會於當地的跳蚤市場購買服飾，並於當日前往Stephen Fairchild的別墅以身穿其購買的服飾予Stephen Fairchild評分。
是次參賽者們會以兩人一組，而每組皆被要求以裸體跟配戴假髮拍攝性感浪漫風格的硬照；而在其後的評審環節，Stephen Fairchild亦考驗她們有關穿著打扮的小挑戰。
- 特別嘉賓：Stephen Fairchild、Jean Luc、Nolé Marin、Loris Rocchi
- 硬照攝影師：Almicare Incalza、Alex Martinengo
- 客座評審：Stephen Fairchild

第11集：The Girl Who is America's Next Top Model
餘下的3位參賽者首先會拍攝高級時尚造型的臉部特寫。隨後3人則會與時裝品牌「DSquared²」創辦人兼首席設計師的雙胞胎兄弟Dean＆Dan Caten進行面試，而接著就是評審環節。
- 硬照攝影師：Massimo Costoli
- 客座評審：Dean＆Dan Caten

其後，餘下的兩人會為「DSquared²」走秀，而最後評審們會根據兩人過往的硬照以及其在時裝週的表現選出第二季的勝出者。
- 特別嘉賓：Dean＆Dan Caten、Nolé Marin、Gian Luca Guaitoli

第12集：The Runway Ahead
該集為第二季選手的參賽回顧，並會講述她們的賽後發展。

## 詳細資料
晉級次序：
| 點名次序 | 集數     | 集數     | 集數     | 集數     | 集數     | 集數     | 集數     | 集數     | 集數     | 集數     | 集數     |
| 點名次序 | 1        | 2        | 3        | 4        | 5        | 6        | 7        | 8        | 10       | 11       | 11       |
| -------- | -------- | -------- | -------- | -------- | -------- | -------- | -------- | -------- | -------- | -------- | -------- |
| 1        | Camille  | Catie    | Shandi   | Mercedes | Sara     | April    | Shandi   | Shandi   | Yoanna   | Mercedes | Yoanna   |
| 2        | Shandi   | Yoanna   | April    | Xiomara  | Mercedes | Yoanna   | Mercedes | Yoanna   | Shandi   | Yoanna   | Mercedes |
| 3        | April    | Camille  | Yoanna   | Shandi   | April    | Mercedes | Camille  | April    | Mercedes | Shandi   |          |
| 4        | Mercedes | April    | Mercedes | Yoanna   | Yoanna   | Shandi   | April    | Mercedes | April    |          |          |
| 5        | Catie    | Mercedes | Sara     | Sara     | Catie    | Sara     | Yoanna   | Camille  |          |          |          |
| 6        | Sara     | Sara     | Camille  | April    | Shandi   | Camille  | Sara     |          |          |          |          |
| 7        | Heather  | Xiomara  | Jenascia | Camille  | Camille  | Catie    |          |          |          |          |          |
| 8        | Yoanna   | Heather  | Catie    | Catie    | Xiomara  |          |          |          |          |          |          |
| 9        | Bethany  | Jenascia | Xiomara  | Jenascia |          |          |          |          |          |          |          |
| 10       | Xiomara  | Shandi   | Heather  |          |          |          |          |          |          |          |          |
| 11       | Jenascia | Bethany  |          |          |          |          |          |          |          |          |          |
| 12       | Anna     |          |          |          |          |          |          |          |          |          |          |
-  ：為該季的獲勝者
-  ：為該集小挑戰獲勝的參賽者
-  ：為於該集小挑戰獲勝卻同集被淘汰的參賽者
-  ：為該集被淘汰的參賽者

大改造：
- April：染黑髮及齊瀏海
- Camille：拆去辮子、燙直髮及染黑髮
- Catie：精靈式短髮
- Heather：增染金髮
- Jenasica：及肩中長髮
- Mercedes：駁捲髮及染眉毛
- Sara：染金髮
- Shandi：染白金色
- Xiomara：燙捲髮
- Yoanna：現代莫霍克短髮

## 外部連結
- 官方網站（页面存档备份，存于）
- Top Model Forum(香港)（页面存档备份，存于）